# 高橋理紗
高橋 理紗（たかはし りさ、1987年12月24日 - ）は、日本のモデル。山形県出身・宮城県在住。ミス・ユニバース・ジャパン2014のファイナリスト。

## 来歴
1987年12月24日、山形県に生まれる。小学校入学から大学卒業までの16年間、競泳に打ち込む。
2003年4月、山形市立商業高校商業科に入学。同年、平成15年度全国高等学校総合体育大会水泳競技の「女子200m背泳ぎ」の予選を第1位で通過。記録:2分22秒86。東北高校新人大会の「女子100m背泳」で優勝。
2004年、平成16年度東北高等学校選抜大会の「女子100m背泳」で優勝。平成16年度全国高等学校総合体育大会の「女子400mメドレーリレー」に出場。チームメイトは夛田玲子・庄司ひかり・山中佑希子。記録:4分31秒48。予選通過ならず。
2005年9月28日に山形県選手権の「長水路女子200mメドレーリレー」で記録した2分6秒40（チームメイトは夛田玲子･庄司ひかり･山中佑希子）はその年の全国ランキング29位、高校生に限って言えば18位である。
2006年4月、東北学院大学経済学部経営学科に入学。
2008年、第84回日本学生選手権水泳競技大会の「200m背泳ぎ」に出場。
2009年、第二回北部学生選手権水泳競技大会で女子総合優勝。この功績に対し、同年7月22日学長より表彰を受ける。
2010年3月、大学卒業。ホテルに就職。
ミス・ユニバース2007の森理世に憧れて、2012年のミス・ユニバース・ジャパン東北大会に出場。選考を通過し東北ファイナリストとなるが、グランプリを逃した。ミス・ユニバースへの再挑戦は1度までと決めていたため2013年は出場せずにトレーニングに専念。2014年のミス・ユニバース・ジャパン宮城県大会ではグランプリを獲得する（ミス・ユニバース・ジャパンファイナリスト）。その後はミス・ユニバース・ジャパン宮城県大会のPR活動を行っている。